# Dormitator cubanus
Dormitator cubanus är en fiskart som beskrevs av Ginsburg, 1953. Dormitator cubanus ingår i släktet Dormitator och familjen Eleotridae. Inga underarter finns listade i Catalogue of Life.